# HMS Esk (H15)
HMS Esk (H15) là một tàu khu trục lớp E được Hải quân Hoàng gia Anh Quốc chế tạo vào đầu những năm 1930. Nó được thiết kế để dễ dàng cải biến thành một tàu rải mìn cao tốc bằng cách tháo dỡ một số khẩu pháo và ống phóng ngư lôi. Được phân về Hạm đội Nhà sau khi nhập biên chế, con tàu được điều đến Hạm đội Địa Trung Hải vào năm 1935-1936 nhân vụ Khủng hoảng Abyssinia, rồi trải qua phần lớn thời gian trong cuộc Nội chiến Tây Ban Nha (1936-1939) tuần tra tại vùng biển nước này thực thi chính sách cấm vận vũ khí của Anh và Pháp cho cả hai phe xung đột. Khi Chiến tranh Thế giới thứ hai nổ ra vào tháng 9 năm 1939, Esk được cải biến thành một tàu rải mìn và trải qua hầu hết quãng đời hoạt động còn lại của nó trong nhiệm vụ này. Trong Chiến dịch Na Uy vào tháng 4-tháng 6 năm 1940, nó rải mìn tại vùng biển Na Uy khi Đức xâm chiếm nước này, nhưng được gọi quay trở về nhà tiếp nối nhiệm vụ rải mìn vào đầu tháng 5. Trong một nhiệm vụ như vậy, Esk bị chìm bởi trúng mìn do quân Đức rải trong vụ thảm họa Texel vào đêm 31 tháng 8 năm 1940.

## Thiết kế và chế tạo
Esk có trọng lượng choán nước tiêu chuẩn 1.405 tấn Anh (1.428 t), và lên đến 1.940 tấn Anh (1.970 t) khi đầy tải. Nó có chiều dài chung 329 foot (100,3 m), mạn thuyền rộng 33 foot 3 inch (10,1 m) và độ sâu của mớn nước là 12 foot 6 inch (3,8 m). Nó được dẫn động bởi hai turbine hơi nước Parsons truyền động ra hai trục chân vịt, sản sinh tổng công suất 38.000 mã lực càng (28.000 kW), cho phép nó đạt tốc độ tối đa 36 hải lý trên giờ (67 km/h; 41 mph). Hơi nước được cung cấp bởi ba nồi hơi ống nước Admiralty. Esk có thể mang theo tối đa 470 tấn Anh (480 t) dầu đốt, cho phép một tầm hoạt động tối đa 6.350 hải lý (11.760 km; 7.310 mi) ở tốc độ 15 hải lý trên giờ (28 km/h; 17 mph). Thành phần thủy thủ đoàn của nó bao gồm 145 sĩ quan và thủy thủ.
Con tàu được trang bị bốn khẩu pháo QF 4,7 inch (120 mm) Mk. IX L/45 trên các tháp pháo nòng đơn. Cho mục đích phòng không, Esk có hai khẩu đội súng máy 0,5 in (13 mm) Mk.III bốn nòng. Nó còn có hai bệ ống phóng ngư lôi bốn nòng dành cho ngư lôi 21 in (530 mm). Để bù trừ trọng lượng của 60 quả thủy lôi Mark XIV, đường ray thả mìn và cơ cấu băng chuyền vận chuyển được trang bị, hai trong số các khẩu pháo QF 4,7 inch, cả hai dàn ống phóng ngư lôi và một số xuồng được tháo dỡ. Nó được trang bị các bệ nhô nhỏ ở đuôi tàu nhằm thuận tiện trong việc thả mìn.
Esk được đặt hàng vào ngày 1 tháng 11 năm 1932 trong Chương trình Chế tạo Hải quân 1931. Nó được đặt lườn vào ngày 24 tháng 3 năm 1933 tại Swan Hunter & Wigham Richardson ở Wallsend; được hạ thủy vào ngày 19 tháng 3 năm 1934 và hoàn tất vào ngày 28 tháng 9 năm 1934 với chi phí tổng cộng 247.279 Bảng Anh, không tính đến các thiết bị do Bộ Hải quân Anh cung cấp như vũ khí, đạn dược và thiết bị thông tin liên lạc.

## Lịch sử hoạt động
Esk tháp tùng Hạm đội Nhà trong chuyến đi đến Tây Ấn từ tháng 1 đến tháng 3 năm 1935. Esk được phân về Hạm đội Địa Trung Hải từ tháng 9 năm 1935 đến tháng 3 năm 1936 nhân vụ Khủng hoảng Abyssinia, rồi tiến hành tuần tra tại vùng biển Tây Ban Nha trong cuộc nội chiến tại nước này để thực thi chính sách không can thiệp của Anh và Pháo cho đến tháng 3 năm 1939, khi nó quay trở về Anh. Trong vụ Khủng hoảng Munich, Esk cùng với tàu chị em HMS Express được tạm thời phối thuộc cho Chi hạm đội Khu trục 9 trực thuộc Tổng tư lệnh The Nore, thực hành rải mìn vào ngày 3 tháng 10 năm 1938. Nó được đưa về lực lượng dự bị vào ngày 24 tháng 6 năm 1939 và chỉ cho nhập biên chế trở lại vào ngày 2 tháng 8, rồi tham gia duyệt binh hạm đội dự bị vào ngày 15 tháng 8 trước khi được cải biến thành một tàu rải mìn bắt đầu từ ngày 28 tháng 8.
Công việc cải biến hoàn tất vào ngày 7 tháng 9 năm 1939, và con tàu được phân về Chi hạm đội Khu trục 20 vào ngày hôm sau. Esk cùng với tàu chị em Express đã rải mìn tại Heligoland Bight trong đêm 9-10 tháng 9. Nó hộ tống thiết giáp hạm Royal Sovereign đi từ Scapa Flow đến Portsmouth từ ngày 23 đến ngày 26 tháng 9, rồi tiến hành các hoạt động rải mìn từ Milford Haven và Portsmouth trong suốt tháng 12. Vào các ngày 17–18 tháng 12, Esk, Express, HMS Intrepid và Ivanhoe đã rải 240 quả mìn ngoài khơi cửa sông Ems. Nó được tái trang bị tại Portsmouth từ ngày 29 tháng 12 đến ngày 26 tháng 1 năm 1940.
Sau khi hoàn tất việc tái trang bị, Esk hộ tống các tàu rải mìn phụ trợ HMS Princess Victoria và HMS Teviot Bank trong sáu tháng tiếp theo, khi chúng rải mìn ngăn chặn dọc theo bờ biển phía Đông, cũng như thỉnh thoảng rải các bãi mìn của chính nó. Ngày 3 tháng 3, Esk, Express, HMS Icarus và HMS Impulsive đã rải mìn tại Horns Reef thuộc Heligoland Bight, vốn đã đánh chìm tàu ngầm Đức U-44 khoảng ngày 13 tháng 3. Con tàu được phân về Hạm đội Nhà tại Scapa Flow vào đầu tháng 4, và được điều về Lực lượng WV cùng các con tàu của Chi hạm đội 20 cho Chiến dịch Wilfred, một hoạt động rải mìn tại Vestfjord nhằm ngăn cản việc chuyên chở quặng sắt của Thụy Điển từ Narvik về Đức. Vào ngày 5 tháng 4, Lực lượng WV khởi hành từ Scapa Flow, được hộ tống bởi các tàu khu trục HMS Hardy, HMS Havock, HMS Hotspur và HMS Hunter thuộc Chi hạm đội Khu trục 2. Các con tàu thuộc Chi hạm đội 20 đã rải 234 quả mìn tại Vestfjord vào sáng ngày 8 tháng 4, và sau đó gặp gỡ tàu chiến-tuần dương HMS Renown. Vào ngày 15 tháng 4, nó hộ tống thiết giáp hạm Rodney quay trở lại Scapa Flow.
Vào ngày 10 tháng 5, Esk, Express, Intrepid và Princess Victoria rải 236 quả mìn ngoài khơi Bergen, North Holland, và vào ngày 15 tháng 5, nó cùng Express và Ivanhoe rải 164 quả mìn ngoài khơi Hook of Holland. Ba tàu quét mìn Đức M 61, M 89 và M 136 đã bị đánh chìm do bãi mìn này vào ngày 26 tháng 7. Con tàu đã tham gia vào việc triệt thoái binh lính Đồng Minh khỏi Dunkirk từ ngày 29 tháng 5; Esk đã giúp triệt thoái được 3904 binh lính từ ngày 29 tháng 5 đến ngày 3 tháng 6, bao gồm trên 1.000 binh lính Pháp được cứu vớt từ chiếc TSS Scotia, sau khi chiếc này bị đắm do các cuộc không kích của Đức. Sau khi được sửa chữa những hư hại nhẹ do đợt triệt thoái, con tàu tiếp tục các nhiệm vụ như trước đây.
Ngày 31 tháng 8 năm 1940, nó lên đường cùng với Intrepid, Icarus, Ivanhoe và Express để rải một bãi mìn ngoài khơi bờ biển Hà Lan, về phía Bắc Texel. Đêm hôm đó Express trúng một quả mìn Đức vừa mới rải, bị thổi tung mũi tàu. Esk tiến đến gần để trợ giúp nó và hầu như ngay lập tức trúng một quả mìn khác. Khoảng 15 phút sau, một vụ nổ khác phía giữa tàu đã khiến Esk bị vỡ làm đôi, và nó nhanh chóng chìm ở tọa độ 53°26′36″B 03°48′0″Đ / 53,44333°B 3,8°Đ. Ivanhoe cứu vớt một số người sống sót, nhưng có 127 thành viên thủy thủ đoàn đã thiệt mạng.